# Longyear Energiverk
Longyear Energiverk (Longyear Energiværk) er det eneste kulkraftværk i Norge, og er et såkaldt kraftvarmeværk. Værket ligger i Longyearbyen på Spitsbergen, på arkipelaget Svalbard. Det blev indviet i 1982 og ligger i den gamle bydel "Sjøområdet" lige nedenfor Sysselmandens kontor på Skjæringa. 

## Anlægget
Longyear Energiverk køber kul fra Store Norske Spitsbergen Kulkompanis Mine 7 nordøst for byen. I alt brænder anlægget omkring halvdelen af de cirka 65.000 tons kul som produceres fra kulminen om året. Resten af kullet bliver eksporteret til primært Tyskland. Anlægget forsyner hele Longyearbyen med elektrisk kraft, inklusive minerne, sygehuset og faciliteterne på Hotellneset og lufthavnen.
Total effekt er maksimalt 28 Megawatt, hvoraf 12 MW går til elektrisk kraftproduktion og 16 MW til fjernvarme. Årsproduktionen er 108 GWh (0,108 TWh), fordelt på 55 GWh kraft og 53 GWh fjernvarme. Nødstrømsanlægget har fire dieselgeneratorer der yder op til 4,35 MW.
Energiværket har 1.600 kunder og har 19 ansatte, hvoraf 10 personer altid er i døgnvagt.
Longyear Energiverk bliver drevet af Longyearbyen lokalstyres selskab, Bydrift Longyearbyen A/S.

## Historie
Energiforsyningen i Longyearbyen blev stabil da den første kuldrevne strømstation blev etableret i 1920. Denne blev i 1982 erstattet af det nuværende kulkraftværk, som var langt mere moderne. Sammen med det nye anlæg blev der nedgravet 3.4 kilometer fjernvarmerør, så hele byen nu er forsynet med el og varme fra Longyear Energiverk. Hele anlægget blev i 2003 100% digitaliseret. 